# Miesiąc trzeźwości
Miesiąc trzeźwości – obchodzony corocznie w sierpniu czas, w którym Kościół katolicki w Polsce zachęca wiernych (i nie tylko) do całkowitej abstynencji od alkoholu i narkotyków. Kościół zachęca wszystkich Polaków do powstrzymania się od picia napojów alkoholowych zażywania narkotyków z pobudek religijno-moralnych, wychowawczych i patriotycznych.

## Historia
Sierpień jako miesiąc trzeźwości jest przeżywany od 1984 roku. Wybrano ten miesiąc ze względu na szczególne „nagromadzenie” świąt maryjnych w tym czasie. Również w dniu 26 sierpnia 1956 roku w święto Matki Bożej Częstochowskiej, w dzień odnowienia Jasnogórskich Ślubów Narodu jedno z przyrzeczeń brzmiało: „Przyrzekamy wypowiedzieć walkę lenistwu i lekkomyślności, marnotrawstwu, pijaństwu, rozwiązłości”. Stąd też zachęta do podjęcia choćby miesięcznej abstynencji.

## Przesłanie
W przekazanym apelu na obchodzony w 2011 r. już po raz 28 czas abstynencji, Zespół Konferencji Episkopatu ds. Apostolstwa Trzeźwości ostrzegł m.in., że alkohol traktuje się jak niegroźny produkt spożywczy, który nie powoduje żadnych negatywnych konsekwencji. Tymczasem ustawa o wychowaniu w trzeźwości nakłada na wszystkich, czyli na parlament, rząd i samorządy obowiązek zmniejszania fizycznej i ekonomicznej dostępności alkoholu. Wraz z początkiem sierpnia w kościołach w całym kraju odczytywany jest tekst przysięgi zobowiązujący do powstrzymania się od spożywania alkoholu przez najbliższy miesiąc. 
Abstynencja jest rodzajem postu czyli dobrowolnego wyrzeczenia się rzeczy dozwolonej, lecz której nadużywanie może prowadzić do nałogów i grzechu nieumiarkowania.